# Ronja Schütte
Ronja Schütte (Geesthacht, 20 de febrero de 1990) es una deportista alemana que compitió en remo.
Ganó una medalla de bronce en el Campeonato Mundial de Remo de 2016 y una medalla de plata en el Campeonato Europeo de Remo de 2013. Participó en los Juegos Olímpicos de Londres 2012, ocupando el séptimo lugar en la prueba de ocho con timonel.

## Palmarés internacional
| Campeonato Mundial | Campeonato Mundial      | Campeonato Mundial | Campeonato Mundial |
| Año                | Lugar                   | Medalla            | Prueba             |
| ------------------ | ----------------------- | ------------------ | ------------------ |
| 2016               | Róterdam (Países Bajos) | Medalla de bronce  | Cuatro sin timonel |
| Campeonato Europeo |                         |                    |                    |
| Año                | Lugar                   | Medalla            | Prueba             |
| 2013               | Sevilla (España)        | Medalla de plata   | Ocho con timonel   |